# 헨리 아이링

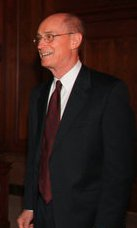

헨리 아이링(Henry Eyring, 1901년 2월 20일 ~ 1981년 12월 26일)은 멕시코에서 태어난 미국의 물리화학자로, 절대 반응 속도론을 수립했다.
멕시코에서 태어나 1912년 미국으로 건너갔다. 애리조나 대학에서 수학하고, 캘리포니아 대학교 버클리를 졸업한 후 베를린에 유학했다. 1935년 귀국 후 미국에 귀화했다. 1938년 프린스턴 대학 교수, 1946년 유타 대학 교수를 역임했다.
폴라니(M.Polanyi, 헝가리의 물리화학자·사회학자, 1891- ? )와 함께 양자역학적(量子力學的)으로 활성화 에너지를 계산하여 통계학적인 화학반응 속도론을 확립했다(1935). 1941년, 액체의 점도(粘度)에 이것을 적용하여 '아이링의 점도식(粘度式)'을 유도, 고분자 화학에 공헌했다.

## 같이 보기
- 이태규

## 참고 문헌
- 이 문서에는 다음커뮤니케이션(현 카카오)에서 GFDL 또는 CC-SA 라이선스로 배포한 글로벌 세계대백과사전의 내용을 기초로 작성된 글이 포함되어 있습니다.